# Jan Šílený
Jan Šílený (12. července 1862 Buzkov u Purkarce – 18. října 1934 Týn nad Vltavou) byl český stavitel lodí a podnikatel, zakladatel a majitel říční loděnice později nazvané První česká loděnice J. Šílený a synové v Týně nad Vltavou, kterou po léta vedl. Ten se stal jedním největších a nejstarších podniků svého druhu v českých zemích, který vyrobil především celou řadu dřevěných nákladních lodí, tzv. šífů, určených pro dopravu po Vltavě.

## Život

### Mládí
Narodil se v Buzkově u Pukrarce (pozdější součást obce) nedaleko Hluboké nad Vltavou v jižních Čechách. U svého otce se vyučil stavitelem lodí. Od 80. let 19. století působil v Týně nad Vltavou, kde převzal loděnici po zemřelém mistrovi Josefu Knihovi. Roku 1889 se Vojtěch Lanna mladší rozhodl prodat týnskou loděnici v objektu Solnice, založenou jeho otcem Vojtěchem Lannou starším, která následně přešla do majetku města. Šílený si areál nejprve pronajal a posléze jej roku 1892 odkoupil.

### První česká loděnice

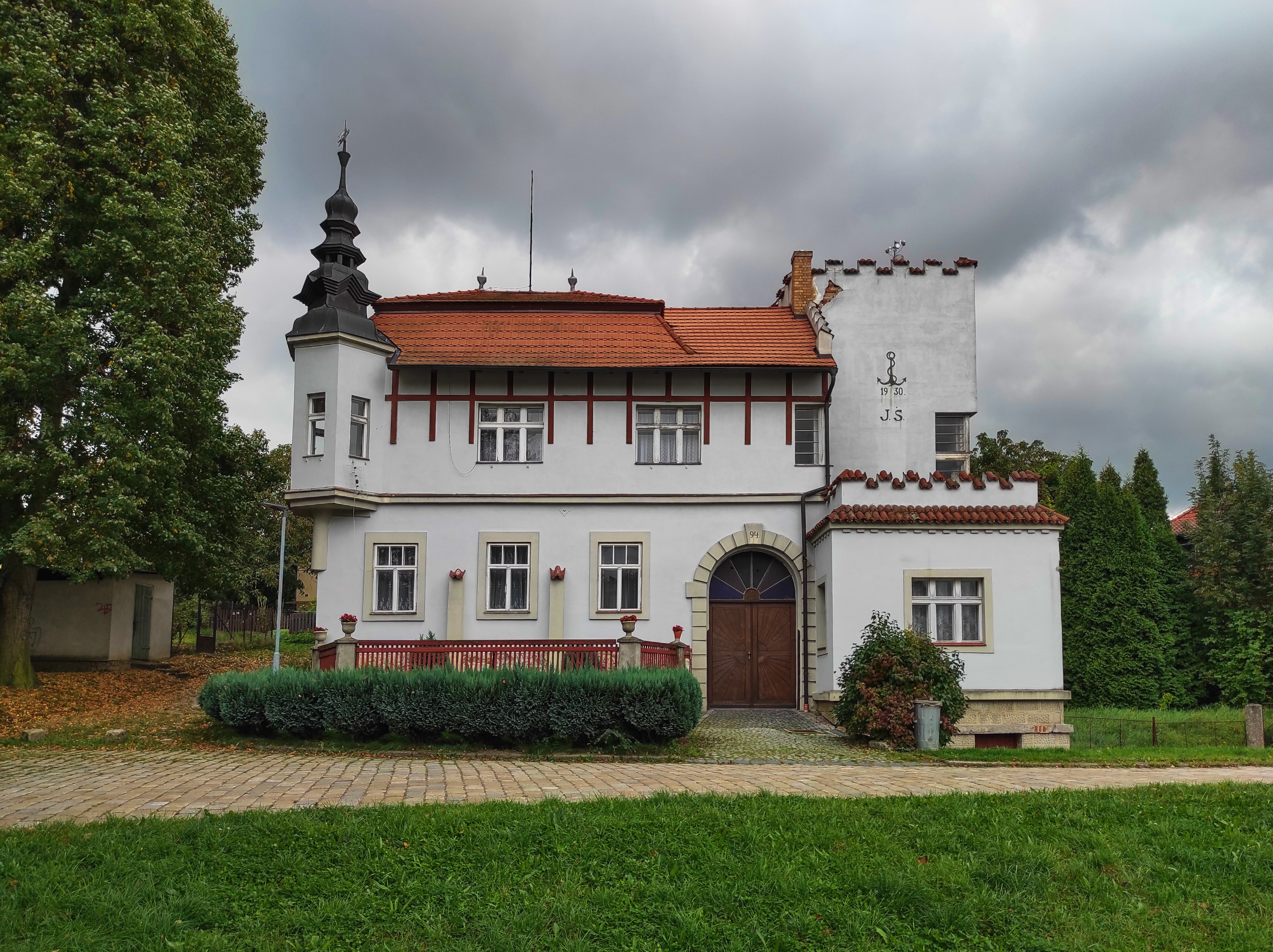
Vila rodiny Šílených postavená v roce 1930

Primární výroba byla zaměřena na výrobu nákladních lodí a komponentů pro stavbu vorů, jejichž prostřednictvím se splavovalo dřevo ze šumavských lesů dále do českého vnitrozemí. V dalších letech se loděnice rozrostla a vedle nákladních lodí vyráběla také například převozní prámy a pramice, rybářské lodě či zábavní a sportovní plavidla. Do podniku časem vstoupili také Šíleného synové a název firmy se tak změnil na Loděnice J. Šílený a synové. Další činnost firmy pak zkomplikovala první světová válka, výroba pak nadále pokračovala i po vzniku Československa, již pod názvem První česká loděnice J. Šílený. Název odkazoval na skutečnost, že byl prvním loděnickým podnikem v českých zemích krytý českým kapitálem. Spolu s loděnicí rodiny Chroustů ve Štěchovicích patřil podnik Jana Šíleného mezi nejznámější a nejdéle pracující loděnice v 19. a 20. století na střední Vltavě.[chybí lepší zdroj]
Rovněž byl Jan Šílený společensky činným občanem Týna nad Vltavou a po jistou dobu také členem týnského městského zastupitelstva.

### Úmrtí
Jan Šílený zemřel 18. října 1934 v Týně nad Vltavou ve věku 72 let a byl zde patrně také pohřben.
Po jeho smrti převzali řízení závodu Šíleného synové, kteří např. rozšířili výrobu i o celokovové lodě. Firma pak byla pak po roce 1948 znárodněna.